# ببر (فیلم ۲۰۱۵)
ببر (به هندی: Puli)فیلمی محصول سال ۲۰۱۵ و به کارگردانی آکاش اس ان است. در این فیلم بازیگرانی همچون ویجای، سری دوی، پاربهو، سودیپ، هانیسکا موتوانی، ناندیتا سویتا، شروتی حسن ایفای نقش کرده‌اند.